# Старооскольский район

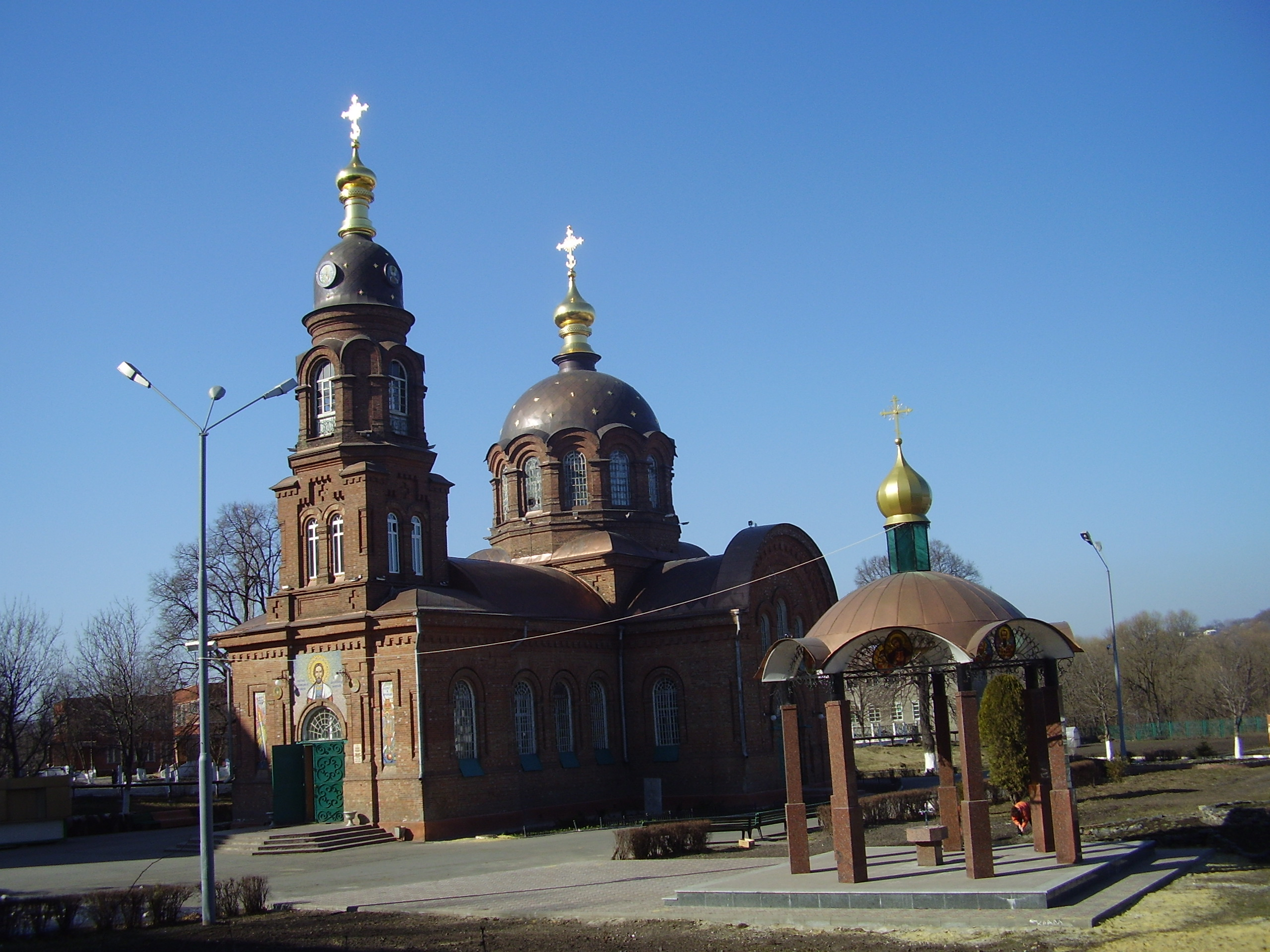
Александро-Невский собор

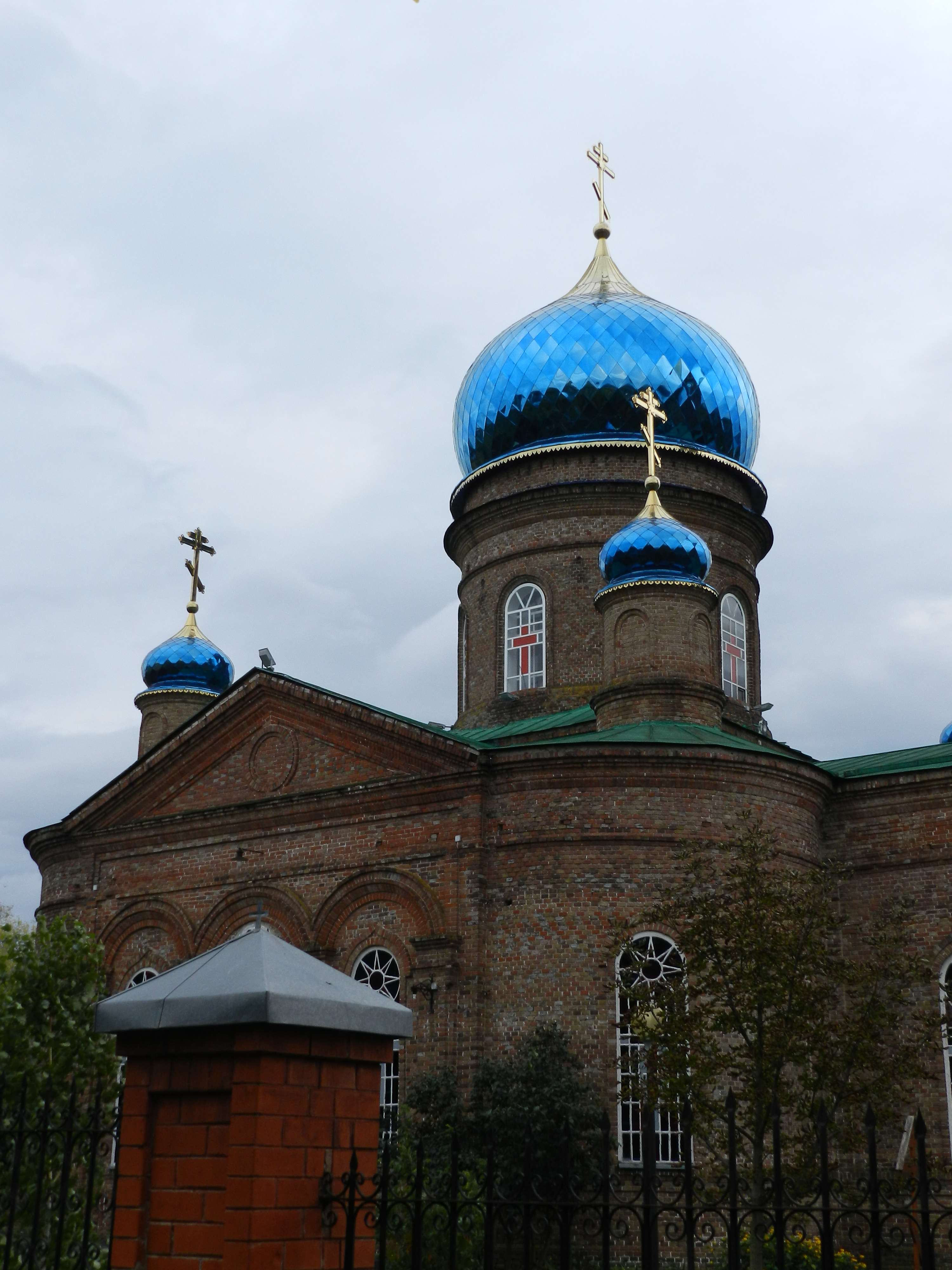
Казацкая церковь

Старооскольский район — административно-территориальная единица (район) в Белгородской области России.
В рамках организации местного самоуправления в его границах находится муниципальное образование Старооскольский городско́й о́круг, образованное вместо упразднённого одноимённого муниципального района (включая город Старый Оскол).
Административный центр — город Старый Оскол.

## География
Расположен на севере Белгородской области.
Граничит:
- на севере — с Горшеченским районом Курской области;
- на западе — с Губкинским районом;
- на юге — с Чернянским районом;
- на востоке — с Красненским районом Белгородской области, Нижнедевицким и Репьёвским районами Воронежской области.

## История
Район образован в 1928 году из части территории Старооскольского уезда. Первоначально был включён в состав Воронежского округа Центрально-Чернозёмной области (ЦЧО). В 1929—1930 годах входил в состав Старооскольского округа, город Старый Оскол одновременно являлся административным центром округа. После упразднения округов в 1930 году Старооскольский район перешёл в непосредственное подчинение областному центру ЦЧО (город Воронеж). В 1934 году, при разделении ЦЧО на Курскую и Воронежскую области, район был отнесён Курской области. В 1954 район был передан в состав новообразованной Белгородской области.
1 февраля 1963 года был образован Старооскольский сельский район.
В 1990-е годы на территории района было создано муниципальное образование, которое в конце 1990-х — начале 2000-х имело наименование «Город Старый Оскол и Старооскольский район», в ходе муниципальной реформы было наделено статусом муниципального района с образованием в его составе 1 городского поселения (Старый Оскол) и 18 сельских поселений (Архангельское, Владимировское, Городищенское, Дмитриевское сельское, Долгополянское, Знаменское, Казачанское, Котовское, Крутовское, Лапыгинское, Озёрское, Песчанское, Потуданское, Роговатовское, Солдатское, Сорокинское, Федосеевское, Шаталовское).
В состав муниципального района до 7 сентября 2007 года входили 19 муниципальных образований, в том числе: 1 городское поселение (город Старый Оскол) и 18 сельских поселений:
| - Архангельское, - Владимировское, - Городищенское, - Дмитриевское, - Долгополянское, - Знаменское, - Казачанское, - Котовское, - Крутовское, | - Лапыгинское, - Озёрское, - Песчанское, - Потуданское, - Роговатовское, - Солдатское, - Сорокинское, - Федосеевское, - Шаталовское. |

7 сентября 2007 года в соответствии с Законом Белгородской области № 138 все муниципальные образования, входившие в Старооскольский район, были объединены в Старооскольский городской округ.
Старооскольский район как административно-территориальная единица сохраняет свой статус, наряду с городом областного значения Старый Оскол. Соответствующие городскому и сельским поселениям муниципальные округа (административно-территориальные единицы муниципальных образований) не образовывались.

## Население
Район
| Численность населения района | Численность населения района | Численность населения района | Численность населения района | Численность населения района | Численность населения района | Численность населения района |
| 1959                         | 1970                         | 1979                         | 1989                         | 2002                         | 2010                         | 2025                         |
| ---------------------------- | ---------------------------- | ---------------------------- | ---------------------------- | ---------------------------- | ---------------------------- | ---------------------------- |
| 40 717                       | ↗54 016                      | ↘46 092                      | ↘35 266                      | ↘35 063                      | ↗35 457                      | ↘33 392                      |

Городской округ
| 2008     | 2009     | 2010     | 2011     | 2012     | 2013     | 2014     | 2015     | 2016     |
| -------- | -------- | -------- | -------- | -------- | -------- | -------- | -------- | -------- |
| 255 500  | ↗256 317 | ↗256 542 | ↘256 406 | ↗256 523 | ↗257 056 | ↗257 128 | ↗257 948 | ↗258 746 |
| 2017     | 2018     | 2019     | 2020     | 2021     | 2024     | 2025     |          |          |
| ↗259 986 | ↗260 524 | ↘259 811 | ↘259 627 | ↘256 564 | ↘250 703 | ↘249 329 |          |          |

### Национальный состав
По итогам переписи населения 2020 года проживали следующие национальности (национальности менее 0,1 % и другое, см. в сноске к строке «Другие»):
| Национальность | Численность, чел. | Доля     |
| -------------- | ----------------- | -------- |
| Русские        | 223 166           | 86,99 %  |
| Украинцы       | 1858              | 0,72 %   |
| Армяне         | 984               | 0,38 %   |
| Татары         | 365               | 0,14 %   |
| Другие         | 30 191            | 11,77 %  |
| Итого          | 256 564           | 100,00 % |

## Местное самоуправление
В настоящее время на территории района существует одно муниципальное образование — Старооскольский городской округ. После отставки Чеснокова Андрея Валерьевича, главой администрации Старооскольского городского округа предложено стать Жданову Владимиру Николаевичу.

## Сельские территории
В состав Старооскольского городского округа входит, помимо города Старый Оскол, также и 19 сельских территорий, не образующих муниципальных образований:
| - Архангельская - Владимировская - Городищенская - Дмитриевская - Долгополянская - Знаменская - Казачанская - Котовская - Лапыгинская - Незнамовская | - Обуховская - Озёрская - Песчанская - Потуданская - Роговатовская - Солдатская - Сорокинская - Федосеевская - Шаталовская |

## Населённые пункты
В район (городской округ) входят 78 населённых пунктов, включая 1 город и 77 сельских населённых пунктов (57 сёл, 6 посёлков, 14 хуторов).
| №  | Населённый пункт  | Тип     | Население (чел.) | Сельская территория | Муниципальное образование (2004—2007)    |
| -- | ----------------- | ------- | ---------------- | ------------------- | ---------------------------------------- |
| 1  | Анпиловка         | село    | ↘232             | Незнамовская        | Сорокинское сельское поселение           |
| 2  | Архангельское     | село    | ↘963             | Архангельская       | Архангельское сельское поселение         |
| 3  | Бабанинка         | село    | ↘119             | Обуховская          | городское поселение «Город Старый Оскол» |
| 4  | Боровая           | село    | ↘68              | Владимировская      | Владимировское сельское поселение        |
| 5  | Бочаровка         | село    | ↘56              | Лапыгинская         | Лапыгинское сельское поселение           |
| 6  | Великий Перевоз   | село    | ↘45              | Сорокинская         | Долгополянское сельское поселение        |
| 7  | Верхне-Чуфичево   | село    | ↘183             | Долгополянская      | Долгополянское сельское поселение        |
| 8  | Владимировка      | село    | ↘712             | Владимировская      | Владимировское сельское поселение        |
| 9  | Воротниково       | село    | ↗254             | Незнамовская        | городское поселение «Город Старый Оскол» |
| 10 | Выползово         | село    | ↗147             | Озёрская            | Озёрское сельское поселение              |
| 11 | Высокий           | хутор   | ↘91              | Владимировская      | Владимировское сельское поселение        |
| 12 | Глушковка         | хутор   | →206             | Городищенская       | Крутовское сельское поселение            |
| 13 | Голофеевка        | село    | ↘147             | Казачанская         | Казачанское сельское поселение           |
| 14 | Городище          | село    | ↘3420            | Городищенская       | Городищенское сельское поселение         |
| 15 | Готовье           | село    | ↘52              | Обуховская          | городское поселение «Город Старый Оскол» |
| 16 | Гриневка          | хутор   | ↗56              | Шаталовская         | Шаталовское сельское поселение           |
| 17 | Дмитриевка        | село    | ↘719             | Дмитриевская        | Дмитриевское сельское поселение          |
| 18 | Долгая Поляна     | село    | ↗470             | Долгополянская      | Долгополянское сельское поселение        |
| 19 | Змеевка           | хутор   | ↘94              | Городищенская       | Крутовское сельское поселение            |
| 20 | Знаменка          | село    | ↘357             | Знаменская          | Знаменское сельское поселение            |
| 21 | Ивановка          | село    | ↗579             | Казачанская         | Казачанское сельское поселение           |
| 22 | Игнатовка         | хутор   | ↗57              | Сорокинская         | Сорокинское сельское поселение           |
| 23 | Ильины            | хутор   | ↘90              | Котовская           | Котовское сельское поселение             |
| 24 | Казачок           | село    | ↘486             | Казачанская         | Казачанское сельское поселение           |
| 25 | Каплино           | село    | ↗1229            | Федосеевская        | Федосеевское сельское поселение          |
| 26 | Котеневка         | село    | ↗200             | Долгополянская      | Долгополянское сельское поселение        |
| 27 | Котово            | село    | ↘944             | Котовская           | Котовское сельское поселение             |
| 28 | Крутое            | село    | ↘260             | Городищенская       | Крутовское сельское поселение            |
| 29 | Курское           | село    | ↘651             | Лапыгинская         | Лапыгинское сельское поселение           |
| 30 | Лапыгино          | село    | ↗872             | Лапыгинская         | Лапыгинское сельское поселение           |
| 31 | Липяги            | хутор   | ↘19              | Федосеевская        | Федосеевское сельское поселение          |
| 32 | Логвиновка        | посёлок | ↘24              | Потуданская         | Потуданское сельское поселение           |
| 33 | Луганка           | село    | ↗252             | Шаталовская         | Шаталовское сельское поселение           |
| 34 | Малый Присынок    | посёлок | ↘50              | Дмитриевская        | Дмитриевское сельское поселение          |
| 35 | Менжулюк          | хутор   | ↘71              | Роговатовская       | Роговатовское сельское поселение         |
| 36 | Монаково          | село    | ↗1098            | Долгополянская      | Долгополянское сельское поселение        |
| 37 | Набокино          | посёлок | ↗135             | Федосеевская        | Федосеевское сельское поселение          |
| 38 | Нагольное         | село    | ↘192             | Городищенская       | Крутовское сельское поселение            |
| 39 | Незнамово         | село    | ↗1430            | Незнамовская        | городское поселение «Город Старый Оскол» |
| 40 | Нижне-Чуфичево    | село    | ↗120             | Сорокинская         | Долгополянское сельское поселение        |
| 41 | Нижнеатаманское   | село    | ↗156             | Сорокинская         | Сорокинское сельское поселение           |
| 42 | Николаевка        | село    | ↗36              | Казачанская         | Казачанское сельское поселение           |
| 43 | Николаевка        | село    | ↘176             | Песчанская          | Песчанское сельское поселение            |
| 44 | Новиково          | село    | ↘51              | Обуховская          | городское поселение «Город Старый Оскол» |
| 45 | Новоалександровка | село    | ↘132             | Владимировская      | Владимировское сельское поселение        |
| 46 | Новая Деревня     | хутор   | ↗35              | Долгополянская      | Долгополянское сельское поселение        |
| 47 | Новокладовое      | село    | ↗452             | Лапыгинская         | Лапыгинское сельское поселение           |
| 48 | Новониколаевка    | село    | ↘131             | Знаменская          | Знаменское сельское поселение            |
| 49 | Новоселовка       | село    | ↗241             | Песчанская          | Песчанское сельское поселение            |
| 50 | Обуховка          | село    | ↗1159            | Обуховская          | городское поселение «Город Старый Оскол» |
| 51 | Озерки            | село    | ↗774             | Озёрская            | Озёрское сельское поселение              |
| 52 | Окольное          | село    | ↗144             | Долгополянская      | Долгополянское сельское поселение        |
| 53 | Пасечный          | посёлок | ↘34              | Потуданская         | Потуданское сельское поселение           |
| 54 | Первомайский      | посёлок | →0               | Потуданская         | Потуданское сельское поселение           |
| 55 | Песочный          | хутор   | ↘11              | Обуховская          | городское поселение «Город Старый Оскол» |
| 56 | Песчанка          | село    | ↗2149            | Песчанская          | Песчанское сельское поселение            |
| 57 | Петровский        | посёлок | ↘121             | Городищенская       | Городищенское сельское поселение         |
| 58 | Плота             | хутор   | ↘71              | Шаталовская         | Шаталовское сельское поселение           |
| 59 | Потудань          | село    | ↘493             | Потуданская         | Потуданское сельское поселение           |
| 60 | Преображенка      | село    | ↘124             | Роговатовская       | Роговатовское сельское поселение         |
| 61 | Приосколье        | село    | ↘183             | Казачанская         | Казачанское сельское поселение           |
| 62 | Прокудино         | село    | ↗458             | Долгополянская      | Долгополянское сельское поселение        |
| 63 | Рекуновка         | хутор   | ↘11              | Знаменская          | Знаменское сельское поселение            |
| 64 | Роговатое         | село    | ↘3001            | Роговатовская       | Роговатовское сельское поселение         |
| 65 | Сергеевка         | село    | ↘89              | Знаменская          | Знаменское сельское поселение            |
| 66 | Солдатское        | село    | ↗1269            | Солдатская          | Солдатское сельское поселение            |
| 67 | Сорокино          | село    | ↘582             | Сорокинская         | Сорокинское сельское поселение           |
| 68 | Старый Оскол      | город   | ↘215 937         |                     | городское поселение «Город Старый Оскол» |
| 69 | Сумароков         | хутор   | ↘11              | Сорокинская         | Долгополянское сельское поселение        |
| 70 | Терехово          | село    | ↘434             | Котовская           | Котовское сельское поселение             |
| 71 | Терновое          | село    | ↘188             | Солдатская          | Солдатское сельское поселение            |
| 72 | Федосеевка        | село    | ↗2766            | Федосеевская        | Федосеевское сельское поселение          |
| 73 | Хорошилово        | село    | ↘436             | Архангельская       | Озёрское сельское поселение              |
| 74 | Черниково         | село    | ↗245             | Озёрская            | Озёрское сельское поселение              |
| 75 | Чужиково          | село    | ↘243             | Дмитриевская        | Дмитриевское сельское поселение          |
| 76 | Чумаки            | хутор   | ↘37              | Котовская           | Котовское сельское поселение             |
| 77 | Шаталовка         | село    | →1452            | Шаталовская         | Шаталовское сельское поселение           |
| 78 | Шмарное           | село    | ↗271             | Казачанская         | Долгополянское сельское поселение        |

До 24 марта 2005 года село Окольное официально называлось Оскольное.

## Экономика
В 2006 году отгружено товаров собственного производства, выполненных работ и услуг собственными силами, обрабатывающие производства — 49 330 млн руб.

## Известные уроженцы
- Ерошенко, Василий Яковлевич — русский, советский эсперантист, писатель-символист, поэт, лингвист, педагог.
- Наседкин, Филипп Иванович (1909—1990) — писатель, член Союза писателей СССР.
- Пашков, Иван Захарович (1897—1981) — советский военный деятель, Генерал-майор (1942 год).
- Прокудин, Алексей Николаевич (1915—1989) — майор, Герой Советского Союза.
- Скляров, Иван Андреевич (генерал) (1901, д. Погромец — 16.01.1971, Москва) — советский военачальник, участник Гражданской, Советско-польской, Великой Отечественной войн, сотрудник ГРУ Генштаба ВС СССР. Военный атташе при посольстве СССР в Англии (1940—1946). Генерал-майор танковых войск (1942).
- Степанов, Иван Иванович (1902—1965) — советский военный деятель. Генерал-майор (1942).
- Тебекин, Павел Дорофеевич — Герой Советского Союза.
- Черных, Григорий Кузьмич (1898—1961) — генерал-майор, военком Москвы в годы ВОВ.
- Чесноков, Дмитрий Иванович — советский учёный-философ, партийный деятель.
- Эрденко, Михаил Гаврилович — советский скрипач, педагог, заслуженный деятель искусств РСФСР.